# Anthonie Heinsius
Pour les articles homonymes, voir Heinsius.
Anthonie Heinsius, né le 23 novembre 1641 à Delft et mort le 3 août 1720 à La Haye, est un homme politique néerlandais.

## Pensionnaire et négociateur
Élu, en 1679, pensionnaire de Delft, sa ville de naissance, et la représentant aux États de Hollande, Heinsius devient membre du conseil de la chambre de Delft auprès de la Compagnie néerlandaise des Indes orientales en 1687.
En 1682, il est nommé négociateur spécial pour la France par le stadhouder Guillaume III d'Orange avec, pour mission, de négocier l'occupation de la Principauté d'Orange par Louis XIV. La mission est un échec, mais il fait une impression favorable sur Guillaume III.

## Grand-pensionnaire
Le 27 mai 1689, il est nommé grand-pensionnaire des États de Hollande et devient, de ce fait, l'homme le plus puissant des États généraux des Provinces-Unies lorsque Guillaume III s'empare du trône d'Angleterre et rejoint Londres. Étant le confident et le correspondant de ce dernier, il se voit confier la part la plus importante de la direction des affaires néerlandaises.
Heinsius était un négociateur opiniâtre et un des opposants les plus obstinés de la politique expansionniste de la France.
Il fut l'un des moteurs des coalitions anti-françaises de la guerre de la Ligue d'Augsbourg (1688-1697) et de la guerre de succession d'Espagne (1701-1714). Après la mort de Guillaume III en 1702, l'emprise de Heinsius sur les États généraux diminua mais il resta grand-pensionnaire de Hollande jusqu'à sa mort en 1720, à l'âge de 78 ans.

## Sources
- (en) Cet article est partiellement ou en totalité issu de l’article de Wikipédia en anglais intitulé « Anthonie Heinsius » (voir la liste des auteurs).